# Мустафа-афанди Годоберинский
Мустафа-афанди Годоберинский (годоб. МустIапа-апанди; ?, Годобери, Дагестан — 1910, Сирия, Османская империя) — дагестанский алим, шейх накшбандийского тариката.

## Биография
Родился в селе Годобери (ныне — Ботлихский район Республики Дагестан). По национальности — годоберинец.
Был любимым учеником и маъзуном (преемником) Махмуда-афанди Алмали.
Мустафа-афанди являлся одним из тех, кому шейх Ахмад Талали, наиболее влиятельный религиозный лидер Закатальского округа в конце XIX – начале XX веков, передал иджазу (право на наставничество).
В 1910 году Мустафа отправился в Мекку для совершения хаджа. На обратном пути в Дагестан на территории Сирии он скончался. Был похоронен там же.

## Богословская деятельность
Мустафа-афанди являлся прославленным алимом своего времени, был шейхом накшбандийского тариката. Он имел множество последователей по всему Ближнему Востоку и Северному Кавказу.

## Память
В селе Годобери Ботлихского района есть улица, носящая имя Мустафы-афанди.